# 4768 Гартлі
4768 Гартлі (4768 Hartley) — астероїд головного поясу, відкритий 11 серпня 1988 року.
Тіссеранів параметр щодо Юпітера — 3,064.